# Оранський Микола Романович
Микола Романович Оранський (13 червня 1999, м. Кривий Ріг — 22 березня 2024, с. Роботине, Запорізька область) — волонтер, медійник, військовослужбовець Збройних сил України, учасник російсько-української війни, що загинув у ході російського вторгнення в Україну беручи участь у боях за Роботине.

## Життєпис
Народився 13 червня 1999 в місті Кривий Ріг.  
У 2018 році працював на криворізькому телебаченні "Рудана" оператором. Був активним волонтером на музичних фестивалях, грав на гітарі та сопілці. З 2017 року Микола був завзятим волонтером фестивалю Faine Misto, пізніше став куратором наметових містечок, а також має звання неофіційного фотографа фестивалю . 
У 2019 році переїхав в Київ. Працював на hromadske телебачення інженером ТЖК з 2019 по 2022 рік. У вільний час підпрацьовував в Glovo .
26 вересня 2022 опублікував петицію до президента України з вимогою розказати улюблений жарт про путіна .
Добровільно мобілізувався в 118 бригаду в січні 2023 оператором БПЛА.
6 січня 2024 року нагороджений головнокомандувачем Валерієм Залужним відзнакою "Золотий Хрест" за евакуацію поранених 
14 лютого 2024 одружився і поїхав в останню відпустку. За відпустку проїхав 3000 кілометрів, навіть встиг з’їздити в Карпати . 
16 березня 2024 прилетіло на склад. Загинув побратим і кішка, яку Микола годував .

## Загибель
Загинув 22 березня 2024 у бою під селищем Роботине Запорізької області через атаку ударного дрону. За даними Інституту масової інформації, Оранський став 75-м медійником, який загинув унаслідок російської агресії проти України . Посмертно його нагородили нагрудним знаком "За заслуги перед містом".
Похорон відбувся 1 квітня 2024 в Кривому Розі. Похований на Всебратському кладовищі. Замість традиційного відспівування, прощальним був блюз на кларнеті. Наприкінці церемонії заспівали гімн України .